# Chrysosoma nigrohalteratum
Chrysosoma nigrohalteratum är en tvåvingeart som beskrevs av Octave Parent 1939. Chrysosoma nigrohalteratum ingår i släktet Chrysosoma och familjen styltflugor. Inga underarter finns listade i Catalogue of Life.